# Milka Marcília
Milka Marcília Medeiros da Silva (João Dourado, 18 de julho de 1994) é uma voleibolista indoor brasileira, atuante na posição Central, com marca de alcance de 307 cm no ataque e 291 cm no bloqueio.

## Carreira
Ela nasceu no Povoado Gameleira que pertence ao município de João Dourado, cegou ainda bebê para morar em Valinhos porque sua mãe havia se casado, depois, enquanto a mãe se estabilizava tiveram que retornar pra Bahia para morar com a avó e esta a criou por oito a nove anos até novamente regressar a cidade do interior paulista. Nas aulas de Educação Física, estava envolvida com várias modalidades esportivas, e participou das competições escolares de basquete, handebol, atletismo e vôlei, devido a sua estatura e incentivos ingressou numa escolinha e logo foi jogar no time da cidade de Valinhos, época que tinha cerca de 13 a 14 anos.
Pouco menos de um ano permaneceu no time Vôlei Valinhos (2008-09) após disputar um campeonato foi convidada pela Sociedade Hípica de Campinas (2009), permanecendo um ano e disputou a Copa Piratininga, quando despertou o interesse de outros times, e optou pelo São Caetano Voleibol onde permaneceu por três anos, neste recebeu sua primeira convocação para seleção de base, foi emprestada também para Sollys/Nestlé/Osasco (2012-13), e retornou ao São Cristóvão Saúde/São Caetano  (2013-15), São Bernardo Vôlei (2015-16), Esporte Clube Pinheiros (2016-2018).
Em 2012, representou a seleção brasileira na edição do Campeonato Sul-Americano Sub-20 e sagrou-se medalhista de ouro na edição, também disputou a primeira edição da Copa Pan-Americana Sub-23 em 2012, sediado em Lima, ocasião que conquistou a medalha de prata..
Na temporada de 2013, serviu a seleção brasileira na edição do Campeonato Mundial Sub-20 de 2013 nas cidades de Brno e Prostějov, vestindo a camisa#13 e conquistou a medalha de bronze nesta edição,, também disputou a Copa Pan-Americana de 2013 em Lima e alcançou o quarto lugar.
Nas competições de 2014, atuou pela seleção na categoria Sub-22 e disputou a edição do Campeonato Sul-Americano de 2014 em Popayán e conquistou a medalha de ouro depois disputou o Campeonato Mundial Sub-23 de 2015 em Ancara obtendo a medalha de ouro.
Em 2018, casou-se em Herradura (Formosa) com a jogadora de voleibol da Argentina, Emilce Sosa.Na temporada 2018-19, se transferiu para o Hinodê/Barueri, equipe do técnico da seleção brasileira José Roberto Guimarães.Foi anunciada como reforço do SESC-RJ na temporada 2019-20, campeã do Campeonato Carioca de 2019,
Iniciou a temporada 2021-22, o time utilizando a alcunha  SESC/Flamengo, e foi tricampeã do Campeonato Carioca em 2021 e terminou na quarta colocação na Superliga Brasileira A 2021-22.
Na temporada 2022-23 transferiu-se para o vôlei francês e defendeu as cores do Voléro Le Cannet disputou as copas europeias e sagrou-se campeã da Liga A Francesae foi anunciada para o período de 2023-24 para atuar no Dentil/Praia Clube.

## Títulos e resultados
- Copa Brasil de 2024
- Supercopa Brasileira de 2024
- Supercopa Brasileira de 2023
- Copa Pan-Americana de 2013
- Campeonato Francês de 2022-23
- Superliga Brasileira A 2021-22
- Campeonato Mineiro de 2023
- Campeonato Mineiro de 2024
- Copa Brasília 2024
- Campeonato Carioca de 2021
- Campeonato Carioca de 2020
- Campeonato Carioca de 2019